# Toni Packer

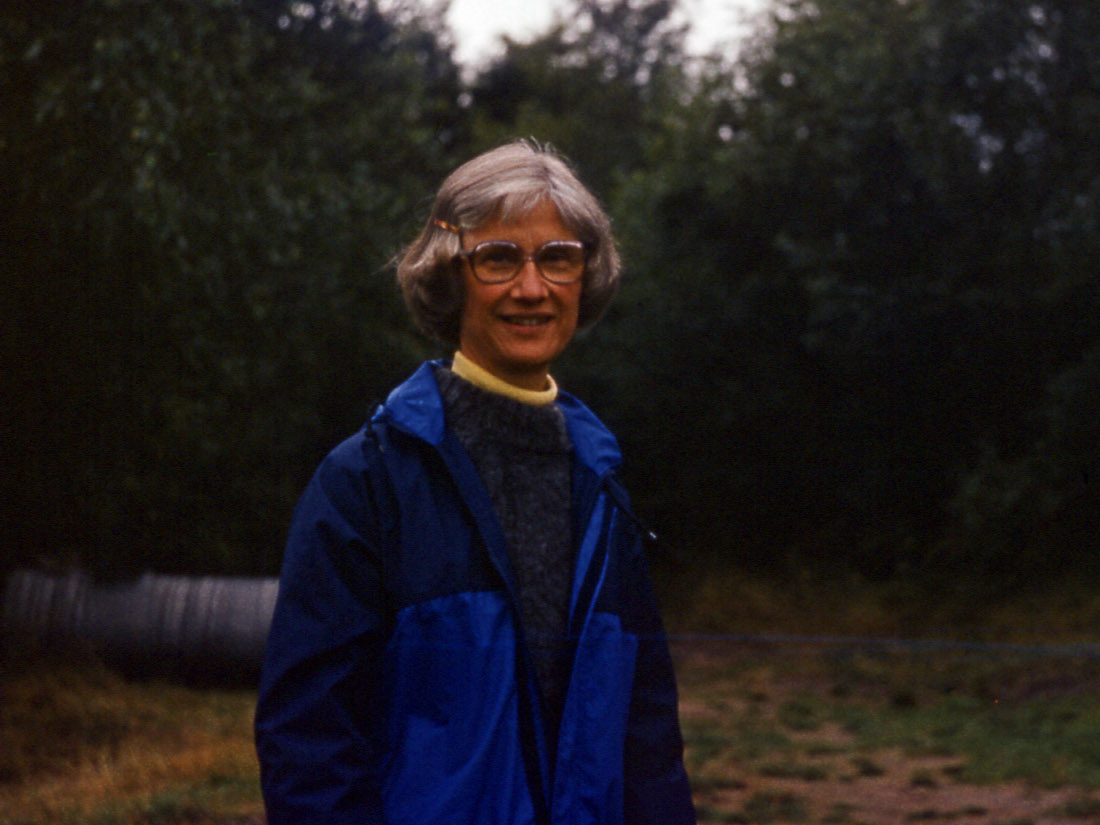
Toni Packer, 1978

Toni Packer  (* 5. Juli 1927 in Berlin; † 23. August 2013 in Mount Morris, Livingston County (New York)) war eine deutsch-US-amerikanische Schriftstellerin. Sie entwickelte und lehrte im von ihr gegründeten Springwater Center einen eigenen Meditationsstil, frei von religiöser oder kultureller Bindung. Zentrale Begriffe ihrer Arbeit sind „Gewahrsein“ und „meditatives Fragen“. Bevor sie ihr eigenes Center gründete, studierte Packer in der Sanbo Kyodan Linie des Zen-Buddhismus und war Schülerin von Philip Kapleau am Rochester Zen Center.

## Leben
Toni Packer wurde 1927 in Berlin geboren. Beide Eltern waren Wissenschaftler. Als Packer sechs Jahre alt war, kam Adolf Hitler an die Macht und kurz darauf durfte ihre Mutter, die Jüdin war, nicht mehr arbeiten. Die Eltern ließen sie, ihre ältere Schwester und ihren Stiefbruder taufen und hofften, dass sie damit geschützt wären. Sie bemühten sich aufgrund der Gefahr sehr, nichts Politisches vor den Kindern zu besprechen. Trotzdem erlebte Packer bewusst die Zurücksetzung gegenüber anderen Kindern und schwärmte in kindlicher Begeisterung von den Uniformen der anderen Kinder, die sie selbst nicht tragen durfte. Im Krieg erlebte sie die Bombardierungen und stellte infrage, wie all das, was sie erlebte, mit einem liebenden Gott in Einklang zu bringen war.
Packers Vater hatte als Wissenschaftler eine für das System wichtige Arbeitsstelle, durch die sie einerseits vor Verfolgung geschützt waren, andererseits aber auch nicht ausreisen konnten. Direkt nach dem Krieg wanderte Packer mit ihrer Familie in die Schweiz aus. Dort lernte sie ihren späteren Mann, Kyle Packer kennen, der dort als Soldat stationiert war. 1950 heirateten sie und zogen nach Buffalo, New York. Packer studierte genau wie ihr Mann Psychologie und las die grundlegenden Werke über Zen-Buddhismus von Alan Watts, D. T. Suzuki und Philip Kapleau. Schon bald besuchten beide das nahe gelegene Rochester Zen Center, das von Philip Kapleau geleitet wurde.
Während der siebziger Jahre studierte Packer bei Kapleau und erhielt bald von ihm die Erlaubnis, seine Schüler in sozialen und zwischenmenschlichen Themen zu beraten. 1981 leitete sie während Kapleaus Abwesenheit das Center und führte viele Veränderungen in der Lehr-Praxis ein. Dazu gehörte z. B., dass das Rakusu, ein rituelles Kleidungsstück, mit dem fortgeschrittene Schüler ausgezeichnet wurden, nicht mehr getragen wurde.
Kurz nach Kapleaus Rückkehr kam es zur Trennung, in deren Folge sich mehr als 200 Menschen mit Packer zusammenschlossen und eine Autostunde südlich von Rochester das Genesee Valley Zen Center in Springwater, Genese, NY gründeten. Nicht zuletzt durch die geteilten Erfahrungen und den Einfluss der vielen Menschen, die sich bei der strikten traditionellen Zen-Meditation eingeschränkt gefühlt hatten und nun in Springwater meditierten, entwickelte sich ein neuer Meditationsstil, der zunehmend frei von Ritualen und Traditionen war. In konsequenter Abkehr vom Zen wurde auch das Center in Springwater Center for Meditative Inquiry and Retreats umbenannt. Packer leitete das Center zusammen mit einem Team von festen Mitarbeitern. Im Laufe der Zeit übernahmen einige ihrer Mitarbeiter auch in den Meditationswochen Aufgaben und leiteten, von ihr ermuntert, später, als Packers Gesundheitszustand schlechter wurde, selbst Retreats. Packer starb im Alter von 86 Jahren. Das Springwater Center wird in ihrem Sinne weitergeführt. Es werden Meditationswochen im Schweigen angeboten, aber auch neue Formen des zusammen Meditierens entwickelt, wie zum Beispiel die „Silent Weeks“. Es werden von ihren Nachfolgern auch außerhalb der USA, in Europa (Deutschland, Polen, Schweden und Finnland) sowie in Nicaragua Meditationswochen im Stil Packers angeboten. Es werden auch andere Gruppen angeboten, die mit der Arbeit Packers verbunden sind (Haus der Stille).

## Lehre und Werk
Packer lehnte es ab, als Autorität oder spirituelle Lehrerin angesehen zu werden. Sie sah alle Menschen als völlig gleichwertig an.
Der Kontakt mit den Vorträgen und Schriften von J. Krishnamurti hat Packer nachhaltig beeinflusst. Die radikale Haltung Krishnamurtis, dass es, wenn man die Wahrheit finden will, notwendig ist,  sich von aller Tradition zu lösen, hat sie darin bestärkt, den Zen-Buddhismus fallen zu lassen.
Ein wichtiger Teil der praktischen Meditationsarbeit von Packer fand und findet in Meditationswochen (engl.: „Retreats“) statt, die wie nachfolgend beschrieben, ablaufen. Für ca. 4 bis 10 Tage verbringt die Meditationsgruppe die Zeit in Schweigen. Über den gesamten Tag wird Sitzmeditation angeboten. Es gibt aber auch großzügig Zeit zum Ruhen und für die körperliche Bewegung. Im Gegensatz zu vielen anderen Meditationsstilen ist die Teilnahme an allen Angeboten über den Tag völlig frei, so dass sich jeder Teilnehmer nach eignen Bedürfnissen Sitzmeditation, Gehmeditation und Pausen einteilen kann. Gesprochen wird in einem täglichen Gruppengespräch und in kurzen Vier-Augen-Gesprächen mit dem Leiter. Weiterhin gibt es einen Vortrag, der täglich vom Leiter gehalten wird.
Ein zentraler Begriff in Packers Meditationsarbeit ist „Gewahrsein“, ein Geisteszustand, in dem alles, was im Moment erfahren werden kann, „das ganze Drama“, bewusst erfahren wird, ohne dass eine Person, ein „Ich“ anwesend ist. Sie schreibt: „Gewahrsein bringt das ganze Drama sofort ans Licht. Alles geschieht von selbst. Niemand dirigiert die Show.“
Gewahrsein ist für Packer der Schlüssel zur Erkenntnis, nicht das Denken. Sie schreibt: „Gewahrsein kann nicht gelehrt werden und wenn es da ist, hat es kein System. Alle Systeme werden durch Gedanken geschaffen und können daher durch Gedanken korrumpiert werden. Gewahrsein wirft einfach Licht auf das, was ist. Unmittelbar.“
Eine direkte Erkenntnis dessen, was ist, und das daraus entstehende Erblühen von Verständnis, Liebe und Intelligenz, ist für Packer etwas, was allen Menschen möglich ist. Sie schreibt: „Das Erwachen und erblühen von Verständnis, Liebe und Intelligenz hat nichts mit einer Haltung oder Tradition zu tun, wie alt und eindrucksvoll sie auch sein mag. Es hat nichts mit Zeit zu tun. Es geschieht von allein, wenn ein Mensch fragt, staunt, forscht, zuhört und still schaut, ohne in Angst, Vergnügen oder Schmerz stecken zu bleiben. Wenn die Ich-Bezogenheit schweigt, sind Himmel und Erde offen. Das Geheimnis, die Essenz allen Lebens ist nichts anderes als das stille Offensein einfachen Hörens.“
Ein weiterer zentraler Aspekt von Packers Arbeit ist das „Meditative Fragen“ (englisch Meditative Inquiry), ein vollkommen offenes, interessiertes Befragen der Erfahrung jedes Moments. Ihr letztes Buch Fragen in der Stille ist ganz diesem Thema gewidmet. Die Fragen können im stillen Sitzen nach innen gerichtet oder im Gespräch z. B. in einer Gruppe nach außen gestellt werden. In den aufgezeichneten Gesprächen wird die besondere Beziehung und Kommunikation klar, die Packer zu den Menschen pflegte, mit denen sie arbeitete. Nicht die Teilnehmer stellen die Fragen und Packer beantwortet sie. Fragen werden geteilt, gemeinsam beleuchtet und langsam durchdrungen. Der Prozess des gemeinsamen Anschauens der Fragen ist wichtig, nicht das Geben von Antworten. So stehen auch Rainer Maria Rilkes Worte „… Leben sie jetzt die Fragen. Vielleicht leben sie dann allmählich, ohne es zu merken, eines Tages in die Antworten hinein“ (zitiert aus Briefe an einen jungen Dichter) als Motto noch vor dem Inhaltsverzeichnis in Fragen in der Stille.

### Kritik
Packers Meditationswochen wurden beschrieben als eine Mischung aus ritualfreiem Zen und Neo-Advaita, als stilles Retreat mit Gruppengesprächen im Stil von David Bohm. Packer wurde beschrieben als „… Eine Zen-Lehrerin minus Zen und minus Lehrerin“. Aber auch nach dem Fallenlassen aller Rituale empfand sie die Praxis des Zazen als hilfreich.

## Schriften
- Seeing Without Knowing & What Is Meditative Inquiry? Springwater Center, 1995, OCLC 35850237. (englisch)
- Fragen in der Stille. Aurum, 2007, ISBN 978-3-89901-120-3.
- Das Wunder des Jetzt. Theseus, 2004, ISBN 3-89620-210-3.
- Der Moment der Erfahrung ist unendlich. Theseus, 1996, ISBN 3-89620-091-7.
- Mit ganz neuen Augen sehen. Aurum, 1991, ISBN 3-591-08299-6.

## Videos und Tapes
- Daniela Butsch nahm im Mai 1996 sechs dieser Vorträge von Packer auf Video auf und veröffentlichte sie auf einer Videokassette mit dem Titel Meditation jenseits von Tradition und Methode. Die Rechte für die Filme liegen bei Toni Packer (bzw. ihren Erben) und ariadne filme, Prof. Daniela Butsch. Anschauen auf youtube
- Joan Tollifson interviewt Toni Packer, auf der Springwater-Webseite.
- Biographie-Video von Toni Packer, Joan Tollifson and Paula Kimbro in 1993 auf youtube.
- Digitales Archiv von Tonis Talks:  Durch eine Spende von Packers Familie in der Schweiz und durch Peter und Chana Santschi wurde ermöglicht, ihre aufgezeichneten Retreat-Vorträge aus Springwater, Europa und Kalifornien zu digitalisieren. Ein Teil der Vorträge ist auf Packers Audioseite. Über 800 dieser Audios und Videovorträge sind auf den Youtube-Kanal des Springwater Centers hochgeladen worden.